# Canarium cinereum
Canarium cinereum är en tvåhjärtbladig växtart som beskrevs av André Guillaumin. Canarium cinereum ingår i släktet Canarium och familjen Burseraceae. Inga underarter finns listade i Catalogue of Life.